# 염화 칼슘
염화 칼슘(塩化칼슘, 문화어:  염화칼시움, CaCl2, Calcium chloride)은 칼슘과 염소로 이루어진 흰 빛깔의 결정 구조를 지닌 염이다. 제빙할 때의 냉각 매제, 또 눈이 어는 것을 방지할 때 제설제로 쓰인다.

## 생성
탄산 칼슘, 산화 칼슘, 수산화 칼슘에 염산을 섞어 가열한 뒤 증발, 농축시켜서 만든다.

## 이용
- 인산염 추출: 3 CaCl2 (aq) + 2 K3PO4 (aq) → Ca3(PO4)2 (s) + 6 KCl (aq)
- 전기분해: CaCl2 (l) → Ca (s) + Cl2 (g) - 칼슘 금속과 염소 기체가 생성된다.

시멘트 경화촉진제, 기초 공사 터파기 토질이 붕괴성 토질인 경우 지반의 화학적 안정화에 쓰인다.

## 문제점
도로의 아스팔트를 약하게 만드는 주범으로도 지목된다. 염화칼슘에 포함된 염소 성분은 금속의 부식을 촉진시켜 구조물에 영향을 끼치는데 철과 만나면 부식이 6배까지 가속화된다. 석회석이 들어간 시멘트도 지속적으로 접촉하면 부식이 진행돼된다. 염화칼슘으로 약해진 아스팔트를 위를 자동차가 지나가게 되면 노면이 탈락하고 도로 파임 현상이 생기기도 한다. 콘크리트 안에 철근까지도 침투해서 철근이 끊어지고 콘크리도 깨지고 하수도로 들어가면 물이 오염된다.

## 같이 보기
- 염화 칼슘(I)(CaCl)
- 염화 칼륨(KCl)
- 염화 마그네슘(MgCl2)